# قرية المرير
قرية المرير أو قرية محسن المرير هي إحدى قرى ناحية القيارة. وهي تابعة إداريا إلى ناحية القيارة في محافظة نينوى وتقع جنوبها وتبعد عنها بحدود (20) كيلومترا وعن مركز مدينة الموصل بحدود (80) كيلومترا.